# 何胤
何 胤（か いん、446年 - 531年）は、南朝斉から梁にかけての官僚・学者・隠者。字は子季。本貫は廬江郡灊県。

## 経歴
南朝宋の宜都郡太守の何鑠（何偃の弟）の子として生まれた。8歳のとき、父を失って喪に服し、哀毀すること成人のようであった。成長すると学問を好み、劉瓛に師事して、『周易』と『礼記』・『毛詩』の講義を受けた。さらに鍾山の定林寺に入って仏教の経典の講義を聴き、それらの学問にいずれも通じるようになった。気ままに行動していたため、当時の人に知られることなく、ただ劉瓛と周顒だけがその器量を認めていた。
南朝斉の秘書郎を初任とし、太子舎人に転じた。建安郡太守として出向した。入朝して尚書三公郎とされたが、受けないうちに司徒主簿に転じた。中書郎・員外散騎常侍・太尉従事中郎・司徒右長史・給事黄門侍郎・太子中庶子を歴任した。国子博士・丹陽邑中正を兼ねた。尚書令の王倹が武帝の命を受けて新礼の編成にあたることになったが、完成しないうちに永明7年（489年）に死去した。特進の張緒がその事業を引き継いだが、張緒も同年のうちに死去した。永明8年（490年）、何胤が国子祭酒となり、その事業を引き継いだ。竟陵王蕭子良が学士20人を置いて、何胤の仕事を補佐させた。永明10年（492年）、侍中に転じ、歩兵校尉を兼ねた。永明11年（493年）、蕭昭業が即位すると、何胤は皇后何婧英の従伯父として厚遇を受けるようになった。左民尚書となり、驍騎将軍の号を受けた。中書令に転じ、臨海王師や巴陵王師を兼ねた。
何胤は貴顕の地位にあったが、常に隠遁の志望を抱いていた。建武初年に郊外に室を築いて小山と呼び、学徒をその中で遊ばせていた。ついには園宅を売って、東山に入る準備をした。謝朏が呉興郡太守を罷免されて建康に帰らなかったと聞いて、何胤は後難を恐れ、辞職を願い出る上表を出し、返事を待たずに官を去った。明帝は激怒し、御史中丞の袁昂に命じて何胤を収監させたが、ほどなく許して釈放した。何胤は会稽山に霊異が多いことから、そこに赴いて遊び、若邪山雲門寺に住んだ。かつて何胤の兄である何求と何点のふたりはいずれも隠遁生活をしていた。何求が先に死去し、ここで何胤が隠遁生活に入ると、当時の人々は何点を大山と呼び、何胤を小山、または東山と呼んだ。
永元年間に太常や太子詹事として召し出されたが、いずれも就任しなかった。蕭衍が霸府を建てると、何胤は軍諮祭酒として召されたが、赴かなかった。
天監元年（502年）、南朝梁の武帝（蕭衍）が即位すると、何胤は特進・右光禄大夫とされた。武帝は領軍司馬の王果を派遣して任用の意を伝えたが、何胤はこれを拒否した。武帝は何胤に無官のまま尚書の禄を支給したいと伝えたが、何胤は固辞した。さらに武帝は山陰の庫銭を月に5万与えるよう命じたが、何胤は受け取らなかった。武帝は何子朗・孔寿ら六人を派遣して東山で学問を受けさせた。
会稽郡太守の衡陽王蕭元簡は何胤を敬愛して、月に一度は何胤のもとを訪れて終日談論した。何胤は生徒が増えて若邪山が手狭になったため、秦望山に移った。天監16年（517年）、何胤は「別山詩」一首を作って会稽を離れ、呉郡に移った。呉郡では虎丘西寺に住んで経論を講じた。何胤は殺生を禁じたため、鹿や珍鳥が家禽のように講堂に集まるようになったという。
中大通3年（531年）、死去した。享年は86。著書に『百法論注』1巻・『十二門論注』1巻・『周易注』10巻・『毛詩総集』6巻・『毛詩隠義』10巻・『礼記隠義』20巻・『礼答問』55巻があった。
子に何撰があり、廬陵王蕭続に召されて主簿とされたが、就任しなかった。

## 伝記資料
- 『梁書』巻51 列伝第45
- 『南史』巻30 列伝第20